# Futoški park
Futoški park je městský park v Novém Sadu. Nachází se v západní části města, u křižovatky ulic Futoška a Hajduk Veljkova. Byl zřízen v první dekádě 20. století a to z rozsáhlého lesa, který se táhl až do Futogu, nedaleké obce západně od Nového Sadu. Byl ustanoven původně jako park kolem Jodne Banji. Severně od něj se nachází Hotel Park.

## Popis parku
Park byl navržen ve smíšeném stylu, který dominoval zahradní architektuře v období založení. Prvky dochovaného projektu slavného maďarského krajinářského architekta Armina Peci mladšího (1855–1927) z roku 1907 jsou v realizovaném projektu rozpoznatelné. Park se rozkládá na celkové ploše 8 ha. Komplex lázeňského zařízení Jodna Banja, který se nachází v parku, byl v roce 1986 prohlášen kulturní památkou velkého významu. V parku se nachází několik geotermálních pramenů. V bezprostřední blízkosti lázní Jodna Banja a parku bylo vyhloubeno celkem sedm studní. Všechny vrty byly hloubeny přibližně ve stejné hloubce a voda v nich má stejné fyzikální a chemické vlastnosti. 

## Flóra
Dominantní jsou v parku vysoké listnaté stromy, a to jak v počtu zastoupených druhů, tak v počtu přítomných exemplářů. Zastoupena je celá řada nepůvodních druhů a to ambroně, herlíny černého ořešáky, stejně jako magnólie a další. Z vysokých listnatých stromů v parku jsou původní typické nížinné druhy – duby a topolu bílého, jilmu. V parku jsou stromy, které vynikají svou vitalitou a výzdobou. V přední části parku před starou lázeňskou budovou se nachází starý platany, které dominují prostoru. Dva exempláře liliovníku v parku jsou nejstarší zaznamenané příklady tohoto druhu na veřejných zelených plochách v Novém Sadu. Zvláště dekorativní je topol bílý jehlanovitého tvaru. V parku jsou dále zastoupeny vysoké jehličnany a to buď jednotlivě nebo ve skupinách. Výjimečným habitem a vysokým stářím vynikají bažinaté cypřišové stromy, Pazerav sbíhavý, černá borovice, bílá borovice a smrk omorika.

## Fotogalerie

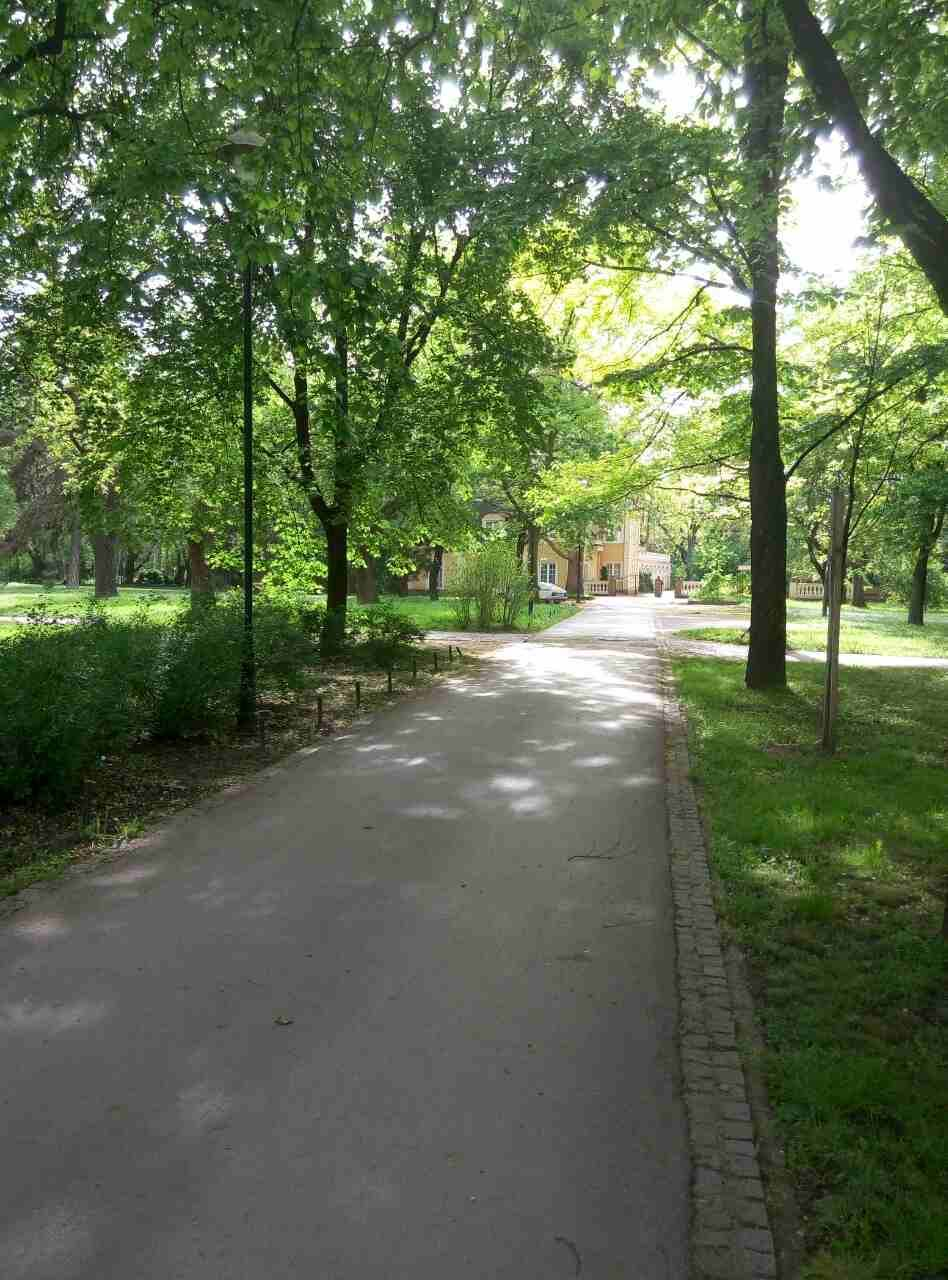
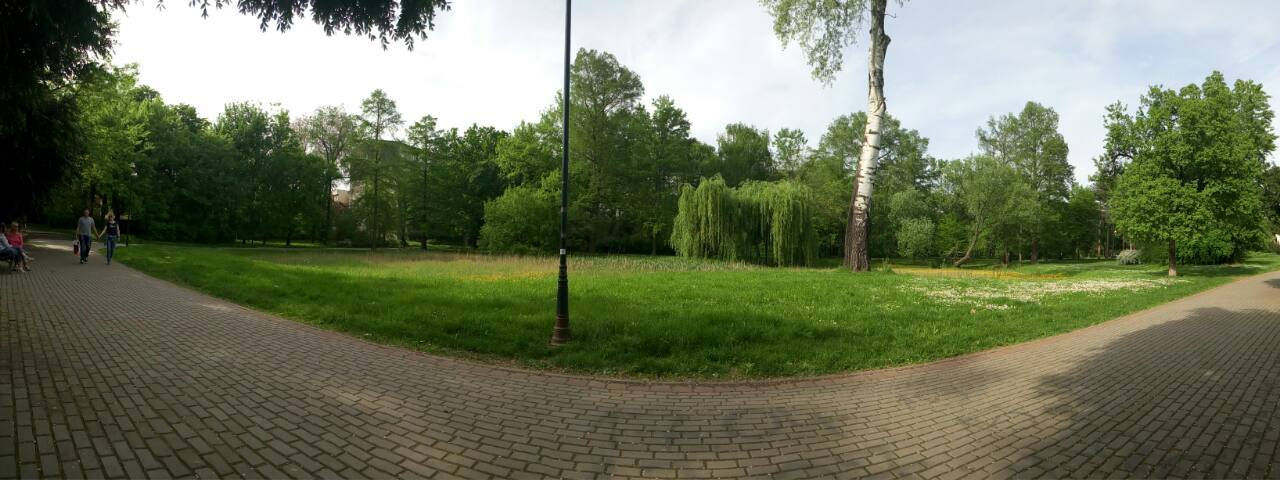
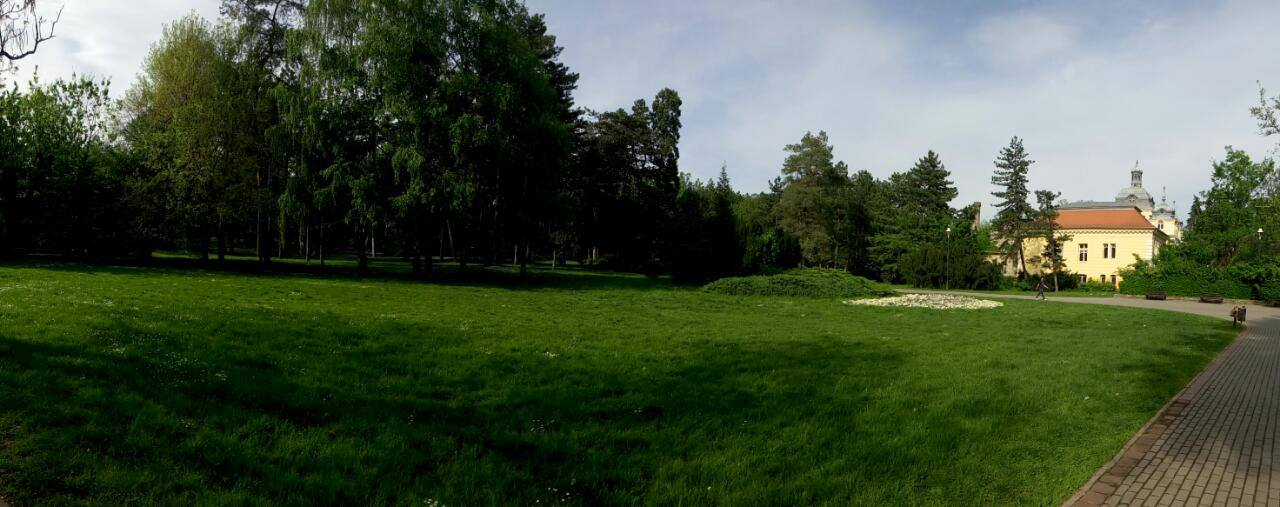
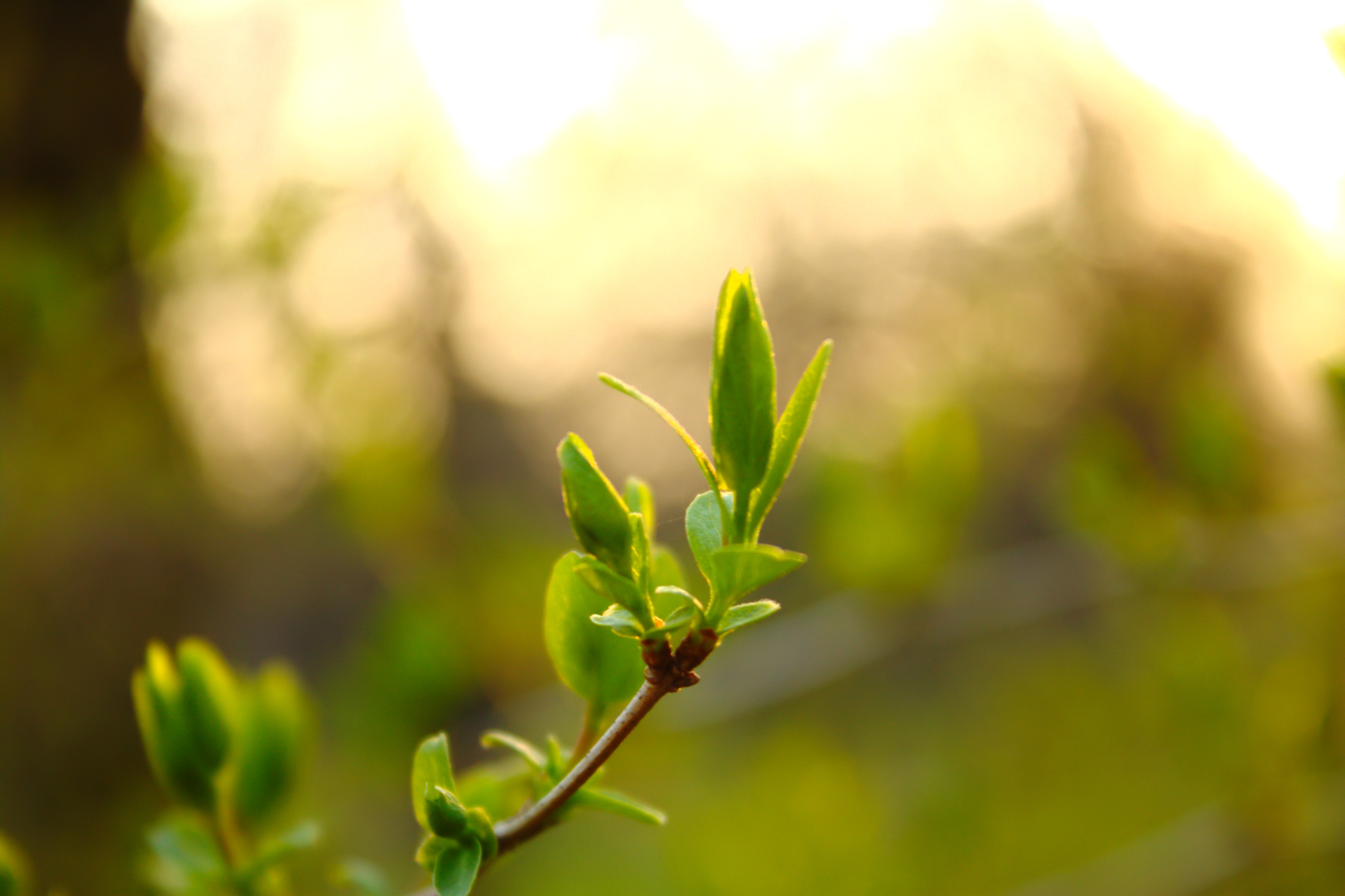
Jaro ve Futožském parku
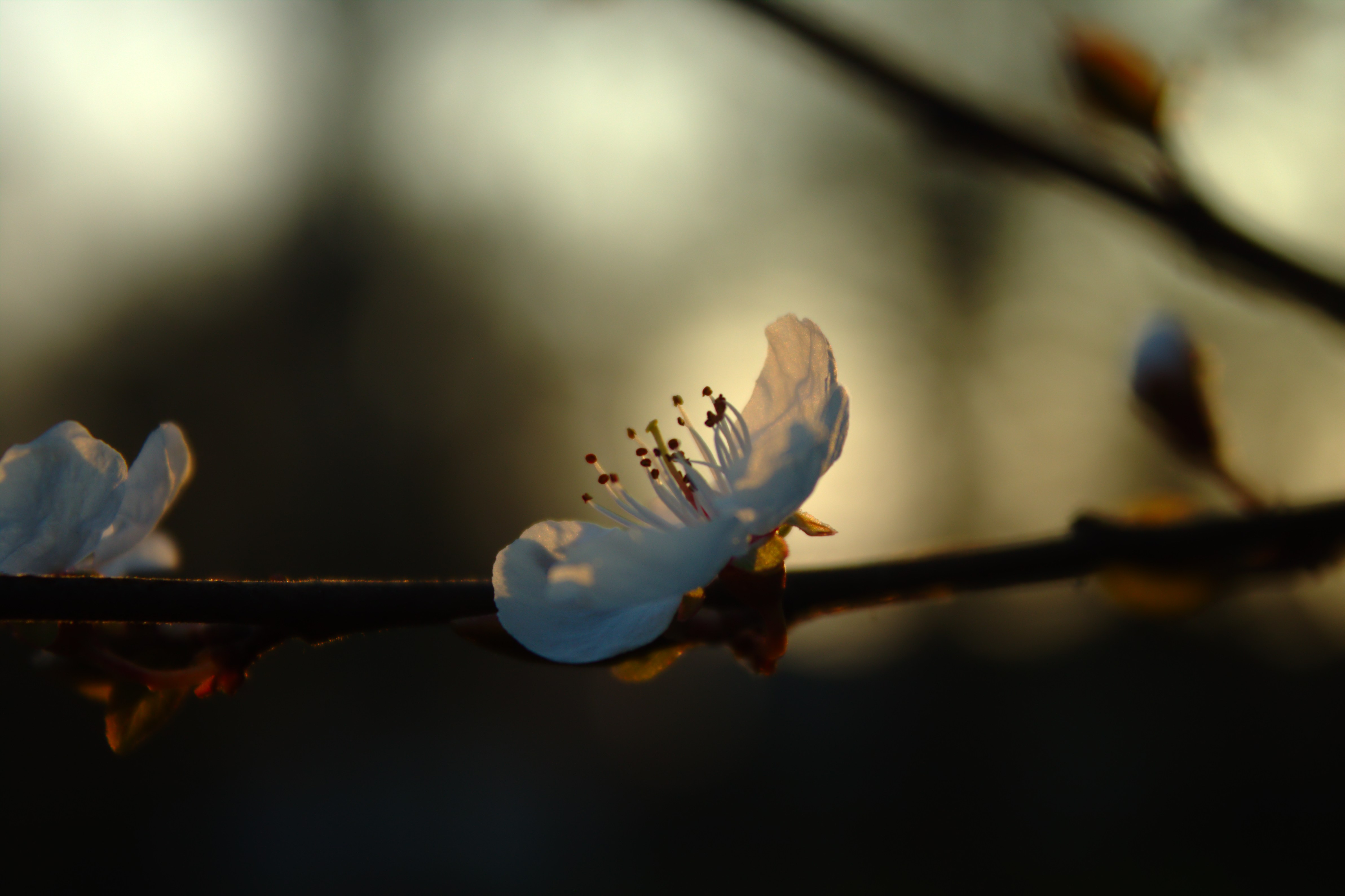
Jaro ve Futožském parku